# Kriegerdenkmal Obhausen

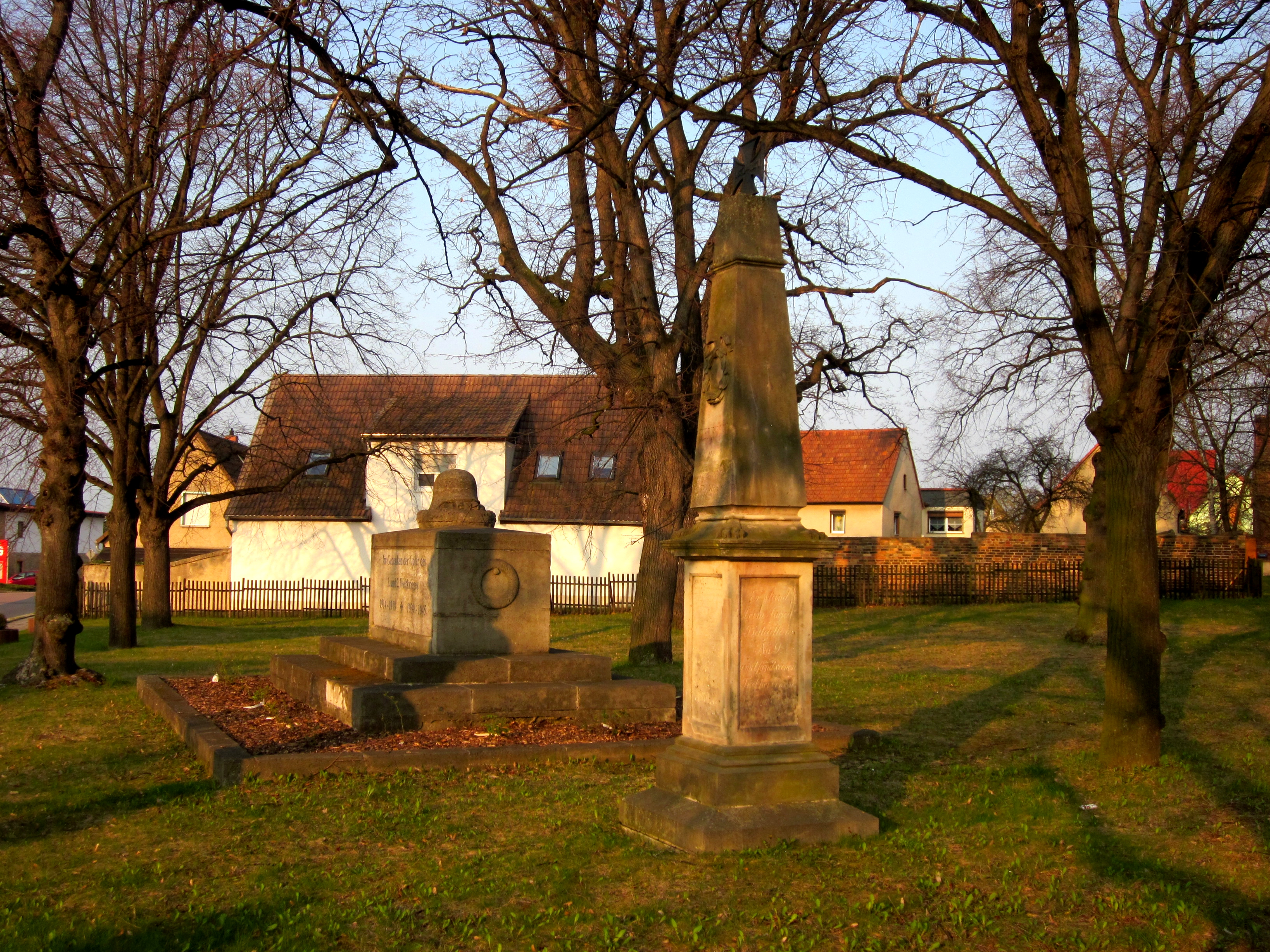
Das Kriegerdenkmal von Obhausen

Das Kriegerdenkmal Obhausen ist ein denkmalgeschütztes Kriegerdenkmal in der Gemeinde Obhausen in Sachsen-Anhalt. Im örtlichen Denkmalverzeichnis ist das Kriegerdenkmal unter der Erfassungsnummer 094 16945 als Baudenkmal verzeichnet. Das Kriegerdenkmal in Obhausen befindet sich am Beichplatz in Obhausen. Das Kriegerdenkmal besteht aus zwei Gedenksteinen; einem für die Teilnehmer des Deutsch-Französischen Kriegs und einem weiteren für die Gefallenen des Ersten und des Zweiten Weltkriegs.

## Deutsch-Französischer Krieg
Der Gedenkstein für die Teilnehmer des Deutsch-Französischen-Kriegs ist eine Stele, die durch den Kriegerverein von Obhausen gestiftet und am 1. Oktober 1871 eingeweiht wurde. Das obere Ende der Stele bildet ein Eisernes Kreuz und ist mit einem Siegeskranz verziert. Alle vier Seiten der Stele tragen eine Inschrift. Die Inschrift auf der Vorderseite lautet Denkmal für unsere gefallenen Helden. Auf einer weiteren Seite ist zu lesen Gewidmet von dem Kriegerverein Obhausen den 1. October 1871. Auf einer dritten Seite ist der Name des einzigen Gefallenen zu sehen mit Sterbeort und Sterbedatum und warum die Gedenkstätte am 1. Oktober 1871 eingeweiht wurde. Angaben zum Regiment und dem Tod lassen sich auf der letzten Seite der Stele finden.

## Weltkriege
Neben dem Gedenkstein für die Teilnehmer des Deutsch-Französischen Kriegs befindet sich der Gedenkstein für die Gefallenen der Weltkriege. Ursprünglich wurde er für die Gefallenen des Ersten Weltkriegs errichtet und später auch für die Gefallenen des Zweiten Weltkriegs umgestaltet. Der Gedenkstein hat die Form eines großen Sarges, auf dem ein Eichenkranz und ein Soldatenhelm liegt. Ein weiterer Kranz befindet sich an einer Seite des Sarges. Die Namen der Gefallenen sind am Gedenkstein selber nicht vorhanden.